# Nahikari García
Nahikari García Pérez (* 10. März 1997 in Urnieta, Gipuzkoa, Autonome Gemeinschaft Baskenland) ist eine spanische Fußballspielerin auf der Position einer Stürmerin, die seit 2023 für die Frauenmannschaft von Athletic Bilbao in der Primera División in Erscheinung tritt.

## Karriere
Nahikari García wurde am 10. März 1997 in der zur Provinz Gipuzkoa, einer von drei Provinzen der Autonomen Gemeinschaft Baskenland, gehörenden Kleinstadt Urnieta geboren. Nachdem sie anfangs hauptsächlich mit männlichen Spielkameraden als Straßenfußballerin begann, meldeten ihre Eltern sie beim lokalen baskischen Verein Añorga KKE an. In weiterer Folge trat sie ab einem Alter von neun Jahren im vereinseigenen Nachwuchs in Erscheinung, schaffte aber bereits im Alter von 14 bzw. 15 Jahren den Sprung in die Damenmannschaft. In dieser trat sie fortan in Erscheinung und wurde ab dieser Zeit auch regelmäßig in die spanische U-17-Nationalmannschaft einberufen. Mit dieser nahm sie unter anderem an der U-17-Europameisterschaft 2013 in Nyon teil, wo sie mit den Spanierinnen den dritten Platz belegte. Mit ihren zwei Treffern war sie zudem die Torschützenkönigin dieses Turniers. Noch im gleichen Jahr wurde die U-17-Europameisterschaft 2014, womit es im Jahre 2013 zwei EM-Titelträger gibt, in England ausgetragen, wobei es die Spanierinnen bis ins Finale schafften. Dieses wurde am 8. Dezember 2013 erst im Elfmeterschießen von den Alterskollerginnen aus Deutschland gewonnen. Nahikari García wurde dabei in allen fünf Spielen ihrer Mannschaft eingesetzt, blieb dabei allerdings torlos. Umso torgefährlicher agierte sie in zwei der drei Qualifikationsspiele zu dieser EM-Endrunde, in denen sie fünf Tore erzielte.
In der Wintertransferzeit 2013/14 wechselte García zur Frauenmannschaft von Real Sociedad San Sebastián mit Spielbetrieb in der Primera División, der höchsten spanischen Frauenfußballliga. Dort gab die 16-Jährige am 5. Januar 2014 ihr Erstligadebüt, als sie gegen die Damenmannschaft von UD Levante über die volle Spieldauer eingesetzt wurde. Durch die Platzierung bei der Ende 2013 stattgefundenen Europameisterschaft 2014 schafften die Spanierinnen rund um Nahikari García die Teilnahme an der U-17-Weltmeisterschaft 2014 in Costa Rica. Hierbei kam sie unter Trainer Jorge Vilda in allen sechs Spielen ihrer Mannschaft zum Einsatz und war mit fünf Treffern die torgefährlichste Spanierin. Mit der Mannschaft schaffte sie nur als Gruppenzweiter hinter Japan den Einzug ins Viertelfinale, brachte es ab dort jedoch bis ins abschließende Finalspiel, das wiederum mit 0:2 gegen die bereits genannten Japanerinnen verloren wurde. In der Torschützenliste des Turniers rangierte sie zusammen mit der Japanerin Hina Sugita hinter den Venezolanerinnen Deyna Castellanos und Gabriela García auf dem zweiten Rang. Im Endklassement der Primera División, die rund einen Monat später endete, belegte sie mit Real Sociedad den siebenten Tabellenplatz und qualifizierte sich so für den nachfolgenden Copa de la Reina. In diesem schied die baskische Stürmerin mit ihrer Mannschaft bereits im Viertelfinale gegen den späteren Sieger FC Barcelona vom laufenden Turnier aus.
Im darauffolgenden Juli 2014 nahm sie als Teil des spanischen U-19-Aufgebots an der U-19-Europameisterschaft in Norwegen teil. Dort schafften es die Spanierinnen als Zweite der Gruppe B und Sieger des Halbfinalspiels gegen den Gastgeber bis ins Finale gegen die Niederlande. Das Finale wurde daraufhin mit 0:1 verloren, womit García das dritte Großturnier 2014 im Finale verlor. Mit ihren zwei Treffern, die sie bei ihren fünf Einsätzen erzielte, war sie die torgefährlichste Spanierin und lag in der Torschützenliste des Turniers zusammen mit vier weiteren Spielerinnen hinter Vivianne Miedema, die sechs Treffer erzielte, auf dem zweiten Rang. Mit ihrem Vereinsteam Real Sociedad erreichte sie im Laufe der Saison 2014/15 lediglich den elften Tabellenplatz, war aber mit zehn Toren die trefferreichste Spielerin der baskischen Mannschaft. Etwa zwei Monate nach Saisonende nahm sie mit der spanischen U-19-Auswahl an der U-19-EM 2015 in Israel teil, nachdem sie sich davor mit den Spanierinnen, nach Spielen im September 2014 und April 2015, für die Endrunde qualifiziert hatte. Bereits in den sechs Qualifikationsspielen war die Mannschaftskapitänin sieben Mal als Torschützin erfolgreich. Im Verlauf des Turniers schaffte es Spanien erneut ins Finale, unterlag dort jedoch abermals, diesmal den Alterskolleginnen aus Schweden mit 1:3. Im Turnier kam García in allen fünf Länderspielen ihrer Mannschaft zum Einsatz und war am Ende des Turniers eine von 14 Spielerinnen, denen ein einziger Treffer gelang.
Ihre weitere Laufbahn brachte sie, nach einem fünften Platz mit Real Sociedad in der Spielzeit 2015/16, als die Mannschaft erneut im Viertelfinale des Copa de la Reina gegen die Damen des FC Barcelona verlor, zur U-19-Europameisterschaft 2016 in der Slowakei. Bereits in der Qualifikation hierfür absolvierte Nahikari García drei Länderspiele, in denen sie ebenso oft als Torschützin erfolgreich war. Bei der anschließenden Endrunde im Juli 2016 schaffte die Kapitänin mit ihrer Mannschaft souverän den Gruppensieg und den damit verbundenen Einzug ins Halbfinale, das mit 4:3 über die Niederländerinnen gewonnen wurde. Beim anschließenden Finalspiel gegen Frankreich am 31. Juli 2016, das wegen heftiger Regenschauer zur Halbzeitpause für über zwei Stunden unterbrochen wurde und ein Spielen nahezu unmöglich machte, ging García erneut als große Verliererin vom Feld. Nachdem sie bereits in der 53. Spielminute einen Elfmeter und den damit verbundenen 1:1-Ausgleich vergeben hatte, scheiterte sie in der Nachspielzeit bei einem Stand von 2:1 für Frankreich aus drei Meter Entfernung vor dem leerstehenden Tor und schied so mit den Spanierinnen erneut in einem Finalspiel aus. Während des Turniers in der Slowakei war sie in allen fünf Spielen ihrer Mannschaft im Einsatz und erzielte, wie bereits in der Qualifikation, drei Treffer. Damit war sie jedoch hinter Sandra Hernández und Lucía García nur die drittbeste spanische Torschützin. Des Weiteren nahm sie mit der U-20-Nationalmannschaft Spaniens an der U-20-Weltmeisterschaft in Papua-Neuguinea teil, wo das Team im Viertelfinale nach Verlängerung mit 2:3 an Nordkorea scheiterte. Sie selbst brachte es bei vier Einsätzen auf einen Treffer.
Ihr Debüt in der A-Nationalmannschaft Spaniens feierte Nahikari Garcia am 31. August 2018 im Zuge der Qualifikation zur WM 2019 gegen Finnland. Sie wurde in der 61. Minute für Jennifer Hermoso eingewechselt und erzielte nur sieben Minuten später ihr erstes Tor für Spanien.
Am 11. Mai 2019 erzielte Nahikari García im Finale des spanischen Pokals das 2:1-Siegtor für Real Sociedad gegen Atlético Madrid. Dies war zugleich der erste Titelgewinn auf nationaler Ebene für ihren Klub. Im Juni dieses Jahres bestritt sie mit der spanischen Nationalmannschaft die WM 2019. Die Ibererinnen erreichten das Achtelfinale, wo sie jedoch mit 1:2 gegen den späteren Weltmeister USA unterlagen. Nahikari kam in allen vier Spielen zum Einsatz, ein Torerfolg blieb ihr aber verwehrt.
Schon im Sommer 2020 äußerte Nahikari García ihren Wunsch Real Sociedad zu verlassen, blieb jedoch nicht zuletzt aufgrund ihrer hohen Ablösesumme für die Saison 2020/21 in San Sebastían. Zur Spielzeit 2021/22 lief ihr Vertrag bei Real Sociedad aus und Nahikari wechselte zu Real Madrid.

## Erfolge
Nationalmannschaft:
- 1× U-17-EM-Torschützenkönigin: 2013 (2 Tore)
- 1× U-17-EM-Finalistin: 2014
- 1× U-17-WM-Finalistin: 2014
- 3× U-19-WM-Finalistin: 2014, 2015 und 2016

Verein:
- 1× Spanischer Pokal: 2019